# Голишево
Го́лишево (рос. Голышево) — село у складі Первомайського району Алтайського краю, Росія. Входить до складу Первомайської сільської ради.

## Населення
Населення — 231 особа (2010; 265 у 2002).
Національний склад (станом на 2002 рік):
- росіяни — 91 %